# Episodi di The Bill Engvall Show

## Prima stagione (2007)
- Good People
- Aloha, Raffles
- How Bill Met Susan
- Have You Seen My Muffins, Man?
- Feel Free To Say No
- Jealous Guy
- The Birthday
- Go Ahead, See If I Karaoke

## Seconda stagione (2008)
- But That's Not Fair
- Ask Your Mother
- No Gifts Please
- Pineblock Derby
- Susan's Best Friend
- Bill Talks a Good Game
- Drinking Party
- Dream Lover
- A Reptile Dysfunction
- Promzilla
- The Night Before Christmas
- Honey Do

## Terza stagione (2009)
- Give Me a Break
- You Decide
- Let It Go
- The Way We Were
- Oh Brother
- I Like It That Way
- The Coffee Maker
- United Front
- Car Trouble
- Trash Talk